# Stadion Kielce
Stadion Kielce, pełna nazwa Wojskowy Klub Sportowy Stadion Kielce – klub piłkarski z Kielc. Rozwiązany w 1991 roku.

## Historia
Stadion Kielce został założony w 1983 roku. W sezonie 1986/1987 wywalczył historyczny awans do III ligi. W kolejnych rozgrywkach uplasował się w tabeli na 11. miejscu z dorobkiem 18. punktów i został zdegradowany (Hetman Zamość, który utrzymał się w lidze zdobył dwa punkty więcej). Rok później Stadion po raz drugi uzyskał promocję do III ligi, w której spędził następne dwa lata – w sezonie 1989/1990 zajął 19. pozycję (niżej znalazł się jedynie drugi zespół Igloopolu Dębica), z kolei w sezonie 1990/1991 okazał się najgorszą drużyną w grupie lubelskiej (zdobył jedynie osiem punktów). Klub przestał istnieć w 1991 roku. W latach 1991–1992 działał jeszcze w Kielcach zespół Stadion/Korona II.
Barwami klubu były kolory zielony i granatowy. Zespół domowe mecze rozgrywał na stadionie mogącym pomieścić tysiąc osób. Obiekt nie posiadał oświetlenia, zaś płyta boiska miała wymiary 104 m x 67 m.
W drużynie Stadionu Kielce grali m.in. Wiesław Bartkowski (151 meczów w I lidze), Jarosław Mosiołek (5 meczów w I lidze) oraz Paweł Kozak (43 mecze i 1 gol w I lidze).